# Lituus (glasbilo)
Beseda lituus je prvotno pomenila ukrivljeno pomožno palico ali ukrivljeno vojaško trobento v antičnem latinskem jeziku. Ta latinska beseda se je še naprej uporabljala v 18. stoletju kot alternativa ljudskim imenom različnih glasbil.

## Rimska obredna palica
Lituus je bil ukrivljena čarobna palica (po obliki podobna zgornjemu delu nekaterih zahodnoevropskih škofovskih palic), ki so jo v antični rimski religiji avgurji uporabljali kot kultni instrument   za označevanje ritualnega prostora na nebu (templum). Prehod ptic skozi ta templum je kazal božjo naklonjenost ali nemilost določenemu namenu.
Lituus je bil uporabljen tudi kot simbol pisarne za kolegij avugurjev, da so jih označili kot duhovniško skupino.

## Glasbilo

### Antika
Starodavni lituus je bil etruščansko medeninasto trobilo, ravno, a na koncu upognjeno v obliki črke J, podobno kot galski carnyx. Kasneje so ga Rimljani uporabljali predvsem za procesijsko glasbo in kot signalni rog v vojski. Za rimsko vojsko je bil morda značilen za konjenico, etruščanska in rimska različica pa sta bili vedno v parih, tako kot prazgodovinski lur. Za razliko od rimskih litui so imeli etruščanski instrumenti snemljive ustnike in so bili na splošno videti daljši. Ime lituus je latinsko, za katerega se domneva, da izhaja iz etruščanske kultne besede, ki opisuje čarovniško palico po vzoru pastirske in je povezan z žrtvovanjem in ugodnimi znamenji. Zgodnje rimske in etruščanske upodobitve prikazujejo glasbilo, ki se uporablja v procesijah, zlasti pogrebnih procesijah. Igralce lituusa so imenovali liticini, čeprav se zdi, da so ime glasbila ohlapno uporabljali (pesniki, verjetno pa vojaki) za opis drugih vojaških trobilnih instrumentov, kot sta rimska tuba ali buccina. V Nemčiji iz 17. stoletja so nočni stražarji še vedno uporabljali različico upognjenega starodavnega lituusa kot signalni rog.

### Srednji vek
Od konca 10. do 13. stoletja so kronisti križarskih vojn besedo lituus uporabljali nejasno - skupaj s klasičnimi latinskimi imeni za druge rimske vojaške trobente in rogove, kot so tuba, rog in buccina in še več - francoski izraz trompe - za opis različnih glasbil, ki se uporabljajo v krščanski vojski. Vendar je nemogoče ugotoviti, kakšno glasbilo bi lahko bilo mišljeno in verjetno je, da so bili lituusi enaki etruščansko-rimskemu glasbilu. [4]
V začetku 15. stoletja je Jean Gerson uvrstil lituus med tista strunska glasbila, ki so se oglašala z udarci ali brenkanjem, bodisi z nohti, trzalico ali palico. Druga Gersonova glasbila v tej kategoriji so harfa, citre, psalterium, timpanum in campanula.

### Sodobnost
V postklasični dobi se je ime lituus še naprej uporabljalo pri razpravah o starodavnih in biblijskih glasbilih, vendar se je ob sklicevanju na sodobno glasbeno prakso v renesansi običajno nanašalo na 'upognjene rogove' iz lesa, zlasti krumhorn in kornet. Krumhorn je bil zaradi podobnosti oblike še posebej povezan z lituusom. Enačenje krumhorna z lituusom je bila še posebej močna pri nemških piscih. Angleški prevod Hadrijana Junija  Nomenclator iz leta 1585 opredeljuje lituus kot »zakrčeno ali ukrivljeno trobento, ki se vije in izstopa; shaulme« (tj. šalmaj), vendar poliglotska izdaja iste knjige, objavljena leta 1606, dokazuje, kako drugače bi lahko bil izraz razumel takrat v različnih jezikih: nemški Schalmey, Krumme Trommeten, Krumhorn; nizozemsko Schalmeye; francosko Claron, ou cleron; italijansko Trombetta bastarda; špansko Trompeta curua, ò bastarda. Zgodnji baročni skladatelj in avtor Michael Praetorius je besedo uporabljal kot latinski ekvivalent nemškega Schallmeye (šalmaj) ali za Krumbhoerner (krumhorn) - v slednjem primeru ponuja tudi italijanske prevode storti in cornamuti torti.
Natančnejši izraz lituus alpinus je leta 1555 uporabil švicarski naravoslovec Conrad Gessner, ko je objavil najzgodnejši podroben opis alpskega roga: »skoraj enajst metrov dolg, narejen iz dveh kosov lesa, rahlo ukrivljena in izdolbena, nameščena skupaj in spretno vezana z vejami beke (Salix viminalis)«.
Študija švedskih slovarjev je pokazala, da so bili v 17. stoletju lituus različno prevedeni kot sinka (= nemški Zink, cornett), krumhorn, krum trometa (ukrivljena trobenta), claret ali rog.
V 18. stoletju je beseda spet opisovala sodobna trobila, na primer v popisu iz leta 1706 iz samostana Ossegg na Češkem, ki ga enači z lovskim rogom: »litui vulgo Waldhörner duo ex tono G«. Kljub temu se je leta 1732 Johann Gottfried Walther skliceval na renesančne in srednjeveške definicije, pri čemer je lituus opredelil kot »kornet, prej pa je pomenil tudi šalmaj ali, po italijansko tubam curvam«. (Heerhorn ali Herhorn je bilo srednjevisoko nemško ime za kovinski, rahlo ukrivljen vojaški signalni rog, dolg približno pet metrov, igran z zvonom, obrnjenim navzgor.)  Leta 1738 je znani rogist Anton Joseph Hampel služil kot boter pri krstu hčere priznanega dresdenskega lutenista Silvija Leopolda Weissa. V krstnem registru je bil opisan kot Lituista Regius – 'igralec kraljevega lituusa'. V drugi polovici 18. stoletja je bil lituus v enem viru opisan kot latinsko ime za trobento ali rog.
Številne glasbene skladbe iz obdobja baroka določajo glasbilo z latinskim imenom lituus, med drugim Bachov motet O Jesu Christ, meins Lebens Licht (BWV 118), partitura, pripisana Janu Josefu Ignácu Brentnerju, pa tudi več maš in koncertov Johanna Valentina Rathgeberja. Znanstveniki z univerze v Edinburghu so poskušali maja 2009 poustvariti lituus, ki ga je uporabil Bach, v obliki dolge lesene trobente, ob predpostavki, da se beseda ne nanaša na rog in da instrument ni bil v uporabi že 300 let.